# Вака, Эрвин
Э́рвин Ва́ка Море́но (исп. Ervin Vaca Moreno; род. 18 марта 2004, Ла-Пас) — боливийский футболист, полузащитник клуба «Боливар» и сборной Боливии.

## Биография

### Клубная карьера
Вака воспитывался в академии чилийского клуба «Коло-Коло», за который так и не играл. 20 июня 2023 года подписал контракт с клубом «Боливар». Дебютировал 8 июля 2023 года в Примере Дивисьон в матче против «Гуабиры» — «Боливар» выиграл матч со счётом 3:1.
В октябре 2023 года перешёл на правах аренды в бельгийский «Ломмел», но так и не сыграв ни одного матча вернулся в «Боливар».

### Карьера в сборной
Дебютировал за сборную Боливии 10 сентября 2024 года в матче со сборной Чили в рамках квалификации на чемпионат мира 2026 года — матч завершился выездной победой Боливии со счётом 2:1.

## Достижения
«Боливар»
- Чемпион Боливии (1): 2024